# ملعب ميامي أورانج بول

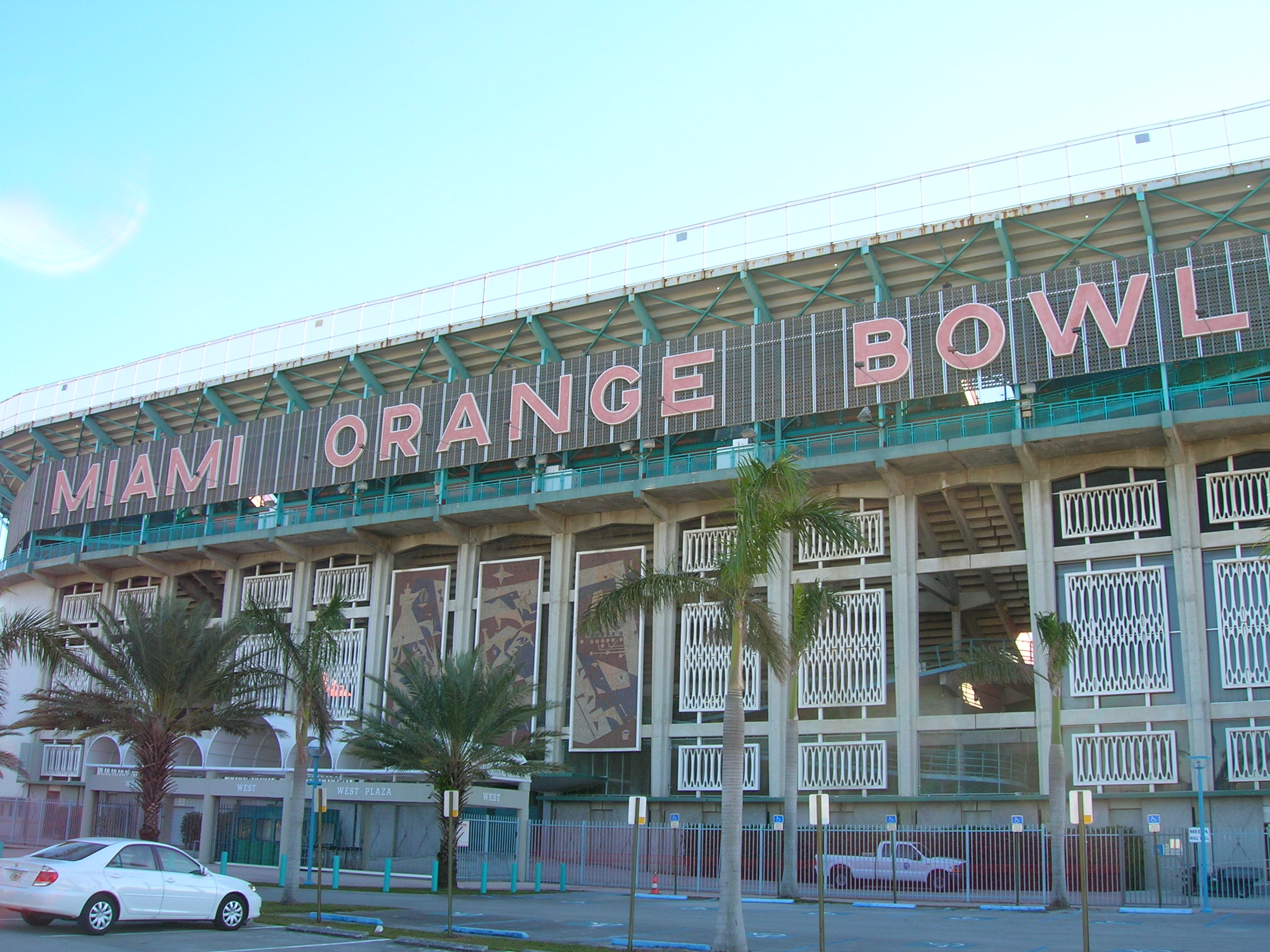

ملعب ميامي أورانج بول هو ملعب متعدد الاستخدام يقع في مدينة ميامي الأمريكية . غالبا ما يتم استخدامه لمباريات كرة القدم الأمريكية . يسع الملعب لجلوس 74,476 متفرج . يعتبر الملعب الرسمي الذي يخوض فيه نادي ميامي هيوريكانز مبارياته . تم افتتاح الملعب في 10 ديسمبر 1937 .